# Bussières-et-Pruns
Bussières-et-Pruns är en kommun i departementet Puy-de-Dôme i regionen Auvergne-Rhône-Alpes i centrala Frankrike. Kommunen ligger i kantonen Aigueperse som tillhör arrondissementet Riom. År 2022 hade Bussières-et-Pruns 504 invånare.

## Befolkningsutveckling
Antalet invånare i kommunen Bussières-et-Pruns
| Referens: INSEE |